# فلت‌بوش (بروکلین)
فلت‌بوش (به انگلیسی: Flatbush) یک منطقهٔ مسکونی در ایالات متحده آمریکا است که در بروکلین واقع شده‌است. فلت‌بوش ۲٫۶۴ کیلومتر مربع مساحت و ۱۰۵٬۸۰۴ نفر جمعیت دارد.